# Seapunk
El seapunk és una subcultura basada en disseny gràfic, música i moda inspirada en l'estètica de la cultura Internet dels anys noranta. Va néixer el 2011 de la mà d'un grup de nostàlgics de l'època a través de plataformes com Tumblr o Twitter. Originalment, es va considerar com una broma de la xarxa però actualment té una comunitat de fans força important. Es basa en imaginar-se com seria el nou món utòpic que neixeria després de la indundació de la nostra societat.

## Història
La primera referència que consta del terme és la d'un discjòquei sota el pseudònim de Lil Internet a un tuit que feu en juny del 2011, on es referia a una moda que havia anat sorgint al llarg de l'any entre els usuaris de la plataforma Tumblr, on va arribar a convertir-se en un Meme.
Es considera que, en cas d'haver-hi un centre georgàfic d'explotació del gènere, aquest serien Chicago i Los Angeles, tot i que Internet n'és el principal amfitrió.
S'arribà a estendre l'estètica a altres àmbits com ara el musical. Tot i la referència al punk inclosa dins el terme', el seapunk és un estil que més aviat tendeix a l'electrònica.
La moda neix com a subcultura de naturalesa restrictiva, tot i que en els últims anys s'ha anat comercialitzant a partir de celebritats fins al punt d'esdevenir mainstream. El punt àlgid d'aquesta comercialització va arribar amb l'ús per part de la Rihanna d'aquesta estètica per la seva actuació a Saturday Night Live el 2011, que anys més tard ha estat copiada per Azealia Banks al videoclip Atlantis.
Actualment el seapunk s'ha convertit en un element pop i això pot significa la seva mort, perquè ha perdut el seu sentit.

## Estil i interpretacions
L'estil, tal com es referencia al terme, remet a l'imaginari marí (el dofí és un element molt habitual), representat amb elements propis de l'estètica d'Internet de la dècada dels noranta, com els llums brillants, neons, etc. Té aquesta mirada melancòlica cap al passar que no només es mostra amb les tendències dels noranta sinó que també amb elements tecnològics primitius i motius grecoromans. A més, té preferència pel color turquesa i es basa en els ideals del rave: pau, amor, unitat i respecte.
Algunes imatges recurrents són els yin i yang, els dofins, les petxines, les sirenes, etc. S'estén aquest estil a la moda: trobem vestimentes i pentinats ambientats en aquesta estètica, amb colors verds, blaus i turqueses, que remeten a aquest ideari marí. Nombrosos artistes com Rihanna o Frank Ocean adoptaren aquesta escena a mitjans de la dècada dels 2010, però la més representativa en aquesta línia ha estat Lady Gaga, que durant una etapa de la seva discografía es va caracteritzar com sirena i portava habitualment el pèl de colors turqueses.
Totes aquestes imatges habitualment es plasmen en GIFs i donen com a resultat un collage tropical molt característic.
El seapunk es pot interpretar com una idea utòpica post-apolítica, és a dir, com el resultat de una gran inundació que podria patir la nostra societat.

## Música
És un subgènere de la música electrònica que incorpora ritmes del house i el techno els 90, pop i R&B contemporani i sons del trap. Aquest sons es combinen amb la superposició de Música New Age i mixtapes alterats de hip-hop. El resultat és una música dance electrònica de caires espacials i sol ser habitual la improvitsació de rapers per sobre la base.
Els motius marins no s'abandonen i també s'afegeixen sons relacionats amb la mar com el cant dels dofins i ressons aquàtics.
Però la música sol ser un complement de l'estètica del moviment dels vídeos, així que sol ser recomanable no separar imatge de so, per això són habituals les grans pantalles a les raves on hi ha seapunk.

### Artistes representatius
Dins el subgènere del seapunk, que fàcilment es pot incloure dins el gènere de l'electrònica, els arquitectes varen ser Albert Redwine i Shan Beaste.També trobem artistes com Oliver Sabin (més conegut pel seu pseudònim, Unicorn Kid), Fire For Effect, Zombelle, Ultrademon, Splash Club 7 i Slava.
La productora Coral Records Internazionales s'ha dedicat a fer compilacions d'aquest estil musical.  

## Moda
Un dels aspectes més populars del seapunk és la seva estreta relació amb la moda. Grans dissenyadors han afegit a les seves creacions elements marins i el pèl multicolor, especialment en colors turquesa i verdosos, ha esdevingut una moda coneguda sota el nom de mermaid hair.
Alguns fotògrafs que treballen amb aquesta temàtica són Andrew Ceciliato i Kevin Heckart.